# Brec de Chambeyron
Brec de Chambeyron lub Monte Chambeyron – szczyt w Alpach Kotyjskich, części Alp Zachodnich. Leży na granicy między Włochami (region Piemont) a Francją (region Prowansja-Alpy-Lazurowe Wybrzeże). Szczyt można zdobyć drogami ze schronisk: Rifugio Campo Base (1650 m), Rifugio Stroppia (2259 m) i Bivacco Barenghi (2815 m) od strony włoskiej oraz z Réfuge du Chambeyron (2626 m) od strony francuskiej. Góruje nad dolinami Valle dell'Ubaye (Francja) i Valle Maira (Włochy).
Pierwszego wejścia dokonali Paul Agnel i Joseph Risoul 20 czerwca 1878 r.